# Rosazza
Rosazza är en ort och kommun i provinsen Biella i regionen Piemonte i Italien. Kommunen hade 91 invånare (2018).